# Albert Helgerud
Albert Helgerud (n. 16 septembrie 1876, Svelvik, Vestfold, Norvegia – d. 25 mai 1954, Svelvik, Vestfold, Norvegia) a fost un trăgător de tir ce a reprezentat Norvegia, medaliat olimpic. A participat la 3 ediții ale Jocurilor Olimpice (1908, 1912, 1920) în care a câștigat două medalii de aur, 3 medalii de argint și o medalie de bronz.